# Anthony und Joe Russo

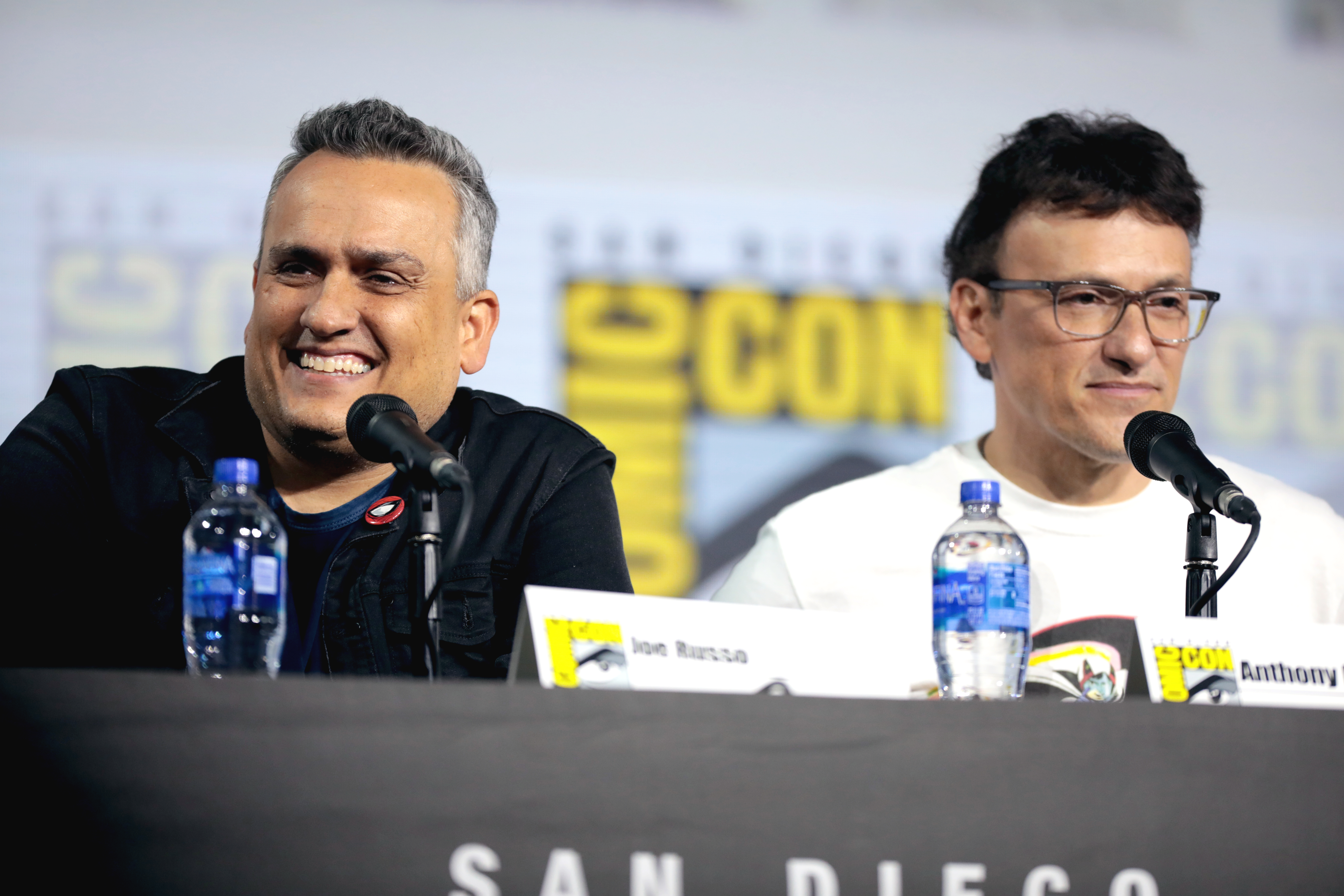
Anthony Russo (rechts) mit seinem Bruder Joe auf der San Diego Comic-Con International im Juli 2019

Die Brüder Anthony J. Russo (* 3. Februar 1970 in Cleveland, Ohio) und Joseph Vincent „Joe“ Russo (* 18. Juli 1971 in Cleveland, Ohio), auch bekannt als Russo Brothers, sind US-amerikanische Filmregisseure, Drehbuchautoren und Filmproduzenten. Sie führen bei den meisten ihrer Filme wie Ich, Du und der Andere gemeinsam Regie und sind vor allem als Regisseure von vier Filmen des Marvel Cinematic Universe (MCU): The Return of the First Avenger (2014), Captain America: Civil War (2016), Avengers: Infinity War (2018) und Avengers: Endgame (2019) bekannt. Avengers: Endgame spielte weltweit über 2,798 Milliarden US-Dollar ein und war damit kurzzeitig der umsatzstärkste Film aller Zeiten.
Die Brüder arbeiteten außerdem als Regisseure und Produzenten der Comedyserien Arrested Development (2003–2005), Community (2009–2014) und Happy Endings (2011–2012). Für ihre Arbeit an der Pilotfolge der Serie Arrested Development gewannen die Brüder 2004 einen Emmy. Ende Juni 2017 wurden sie gleichzeitig Mitglied der Academy of Motion Picture Arts and Sciences.

## Leben und Ausbildung
Anthony Russo und Joseph Russo wurden als Söhne von Patricia Gallupoli und dem Rechtsanwalt und Richter Basil Russo geboren und wuchsen in ihrem Geburtsort Cleveland, Ohio auf. Ihre Eltern sind beide italienischer Abstammung. Ihre väterliche und mütterliche Familie wanderte aus Sizilien bzw. den Abruzzen aus und ließ sich in Ohio nieder. Sie besuchten die Benedictine High School. Joe machte seinen Abschluss an der University of Iowa und studierte Englisch und Schreiben im Hauptfach, während Anthony seinen Abschluss an der University of Pennsylvania machte und Betriebswirtschaft studierte, bevor er zu Englisch wechselte.

## Karriere

### 1997–2013: Regiedebüt und Sitcoms
Die Russo-Brüder studierten an der Case Western Reserve University (wo Anthony Jura und Joe Schauspiel an der UEA studierten), als sie mit der Regie, dem Drehbuch und der Produktion ihres ersten Spielfilms Pieces begannen. Sie finanzierten den Film mit Studienkrediten und Kreditkarten. Nachdem Steven Soderbergh Pieces beim Slamdance Film Festival gesehen hatte, trat er an das Duo heran und bot ihm an, ihren nächsten Film zusammen mit seinem Produktionspartner George Clooney zu produzieren. Bei diesem Projekt handelte es sich um die Krimikomödie Safecrackers oder Diebe haben’s schwer mit William H. Macy, Sam Rockwell und George Clooney in den Hauptrollen. Der FX-Sendermanager Kevin Reilly engagierte die Russo-Brüder für die Regie des Pilotfilms der Serie Lucky, da ihm die Arbeit der beiden an Safecrackers gefiel. Ron Howard war ein Fan des Pilotfilms und beteiligte sich an der Verpflichtung der Brüder für die Regie des Pilotfilms für Arrested Development von Fox.
Von 2009 bis 2014 waren sie fester Bestandteil der NBC-Sitcom Community und führten bei 34 Episoden Regie. Bekanntheit erlangten sie durch die Regie der Episoden Für eine Handvoll Paintballs und Für ein paar Paintballs mehr, die das Finale der zweiten Staffel bildeten. Dies war die zweite Staffel von Paintball-Episoden, die erste, Modern Warfare, wurde von Justin Lin inszeniert. Alan Speniwall von Uproxx schrieb, der Vergleich sei „nichts weniger als der von Der Pate – Teil II unter den Sitcom-Episoden“. Nachdem Marvel-Studios-Präsident Kevin Feige das Finale der zweiten Staffel gesehen hatte, engagierte er Joe und Anthony Russo für das Marvel Cinematic Universe.

### 2014–2019: Marvel Cinematic Universe
2014 drehten die Russo-Brüder ihren ersten Film im Marvel Cinematic Universe, den Action-Mystery-Thriller The Return of the First Avenger mit Chris Evans in der Hauptrolle. Dieser Film ist die Fortsetzung von Captain America: The First Avenger (2011) unter der Regie von Joe Johnston. The Return of the First Avenger erhielt viel Kritikerlob. Owen Gleiberman von Entertainment Weekly lobte die Behandlung ernster Themen und verglich den Film positiv mit The Dark Knight (2008) von Christopher Nolan. Der Film war ein finanzieller Erfolg und spielte weltweit 714 Millionen US-Dollar ein. Sie führten auch beim dritten Film der Captain-America-Trilogie mit dem Titel Captain America: Civil War (2016) Regie, der ebenfalls sowohl bei den Kritikern als auch an den Kinokassen erfolgreich war.
2017 gründeten die Brüder die Produktionsfirma AGBO. Die Russo-Brüder führten Regie bei Avengers: Infinity War (2018), dem ersten Superheldenfilm, der an den Kinokassen über 2 Milliarden Dollar einspielte. Sie sind nach James Camerons Filmen Avatar – Aufbruch nach Pandora und Titanic sowie J. J. Abrams‘ Star Wars: Das Erwachen der Macht die dritten Regisseure, die einen 2-Milliarden-Dollar-Film drehten. Die Fortsetzung Avengers: Endgame kam am 26. April 2019 in die Kinos, brach zahlreiche Kassenrekorde und war der zweite Superheldenfilm, der über 2 Milliarden Dollar einspielte. Neben James Cameron sind sie die einzigen Regisseure, die zwei 2-Milliarden-Dollar-Filme drehten.

### 2020–heute
Die Russos produzierten auch den Film Everything Everywhere All at Once, geschrieben und inszeniert von Daniel Kwan und Daniel Scheinert. Der Film, der im März 2022 in die Kinos kam, ist der weltweit erfolgreichste Film des Studios A24 an den Kinokassen. Die Brüder finanzieren zudem die in Los Angeles und Peking ansässige Produktionsfirma Anthem & Song, die den chinesischen Superheldenfilm The Hero’s Awakening produziert.
Seit ihrem Ausscheiden aus dem MCU drehten die Russo-Brüder eine Reihe von Filmen für Streaming-Anbieter, darunter das Apple TV+-Krimidrama Cherry (2021) mit Tom Holland in der Hauptrolle und den Netflix-Actionthriller The Gray Man mit Chris Evans, Ryan Gosling und Ana de Armas. Beide Filme erhielten eher negative Kritiken. Das Duo arbeitete dennoch erneut mit Netflix zusammen, um den Science-Fiction-Actionfilm The Electric State (2025) mit Millie Bobby Brown und Chris Pratt in den Hauptrollen zu drehen. Bis heute ist es der am schlechtesten bewertete Film ihrer Karriere und erhielt auf Rotten Tomatoes nur 14 %. Lindsey Bahr von Associated Press schrieb: „Ihm fehlt der Funke und die Seele, die ihn als unvergesslich oder besonders auszeichnen könnten. Schlimmer noch: In Anbetracht all seiner Vorzüge ist The Electric State ziemlich langweilig.“
Auf der San Diego Comic-Con im Juli 2024 gaben die Marvel Studios bekannt, dass die Russo-Brüder zurückkehren und bei Avengers: Doomsday (2026) und Avengers: Secret Wars (2027) Regie führen und beide Filme auch produzieren würden.

## Filmografie (Auswahl)
Regie
- 2002: Safecrackers oder Diebe haben’s schwer (Welcome to Collinwood)
- 2003–2005: Arrested Development (Fernsehserie)
- 2004–2005: LAX (Fernsehserie)
- 2006: What About Brian (Fernsehserie)
- 2006: Ich, Du und der Andere (You, Me and Dupree)
- 2007–2008: Carpoolers (Fernsehserie)
- 2008: Carfuckers (Kurzfilm)
- 2009–2011, 2014: Community (Fernsehserie; Joe Russo mit 21, Anthony Russo mit 14 Credits, wobei sie nur für den Pilotfilm gemeinsam verantwortlich waren)
- 2011: Happy Endings (Fernsehserie)
- 2014: The Return of the First Avenger (Captain America: The Winter Soldier)
- 2015: Marvel’s Agent Carter (Fernsehserie; nur Joe)
- 2016: The First Avenger: Civil War (Captain America: Civil War)
- 2018: Avengers: Infinity War
- 2019: Avengers: Endgame
- 2021: Cherry – Das Ende aller Unschuld (Cherry)
- 2022: The Gray Man
- 2025: The Electric State

Produktion
- 1997: Pieces
- 2019: Mosul
- 2019: 21 Bridges
- 2020: Tyler Rake: Extraction (Extraction)
- 2021: Cherry – Das Ende aller Unschuld (Cherry)
- 2022: Everything Everywhere All at Once
- 2022: The Gray Man
- 2023: Citadel (Fernsehserie)
- 2023: Tyler Rake: Extraction 2 (Extraction 2)
- 2025: The Electric State

Drehbuch
- 2002: Safecrackers oder Diebe haben’s schwer (Welcome to Collinwood)
- 2006: Square One (Kurzfilm; nur Anthony)
- 2020: Tyler Rake: Extraction (Extraction, nur Joe)
- 2022: The Gray Man (nur Joe)
- 2023: Tyler Rake: Extraction 2 (Extraction 2, nur Joe)

Schauspiel (Joe Russo)
- 2005: Arrested Development (Fernsehserie) … als Joe
- 2006: Ich, Du und der Andere (You, Me and Dupree) … als Personal Trainer
- 2014: The Return of the First Avenger (Captain America: The Winter Soldier) … als Dr. Fine
- 2016: The First Avenger: Civil War (Captain America: Civil War) … als Dr. Theo Broussard
- 2018: Avengers: Infinity War (entfernte Szene) … als Bert
- 2019: Avengers: Endgame … als Mann in Selbsthilfegruppe